# Time Heals Nothing
Time Heals Nothing è il terzo album in studio del gruppo musicale sludge metal Crowbar, pubblicato il 23 maggio 1995.

## Tracce
1. The Only Factor – 3:07
2. No More Can We Crawl – 2:52
3. Time Heals Nothing – 4:36
4. Leave It Behind – 3:21
5. Through a Wall of Tears – 6:00
6. Lack of Tolerance – 3:09
7. Still I Reach – 3:18
8. Embracing Emptiness – 3:31
9. A Perpetual Need – 3:50
10. Numb Sensitive – 3:24

## Formazione
- Kirk Windstein - voce e chitarra
- Matt Thomas - chitarra
- Todd Strange - basso
- Craig Nunenmacher - batteria